# Oak Forest (Illinois)
Oak Forest – miasto w Stanach Zjednoczonych, w stanie Illinois, w hrabstwie Cook.